# Jack Clark
Jack Clark (Melbourne, 2 de març de 1887 - ?) va ser un ciclista australià que fou professional del 1905 al 1920.

## Palmarès
- 1909
  - 1r als Sis dies de Nova York (amb Walter Rütt)
- 1910
  - 1r als Sis dies de Berlín (amb Walter Rütt)
- 1911
  - 1r als Sis dies de Nova York (amb Joe Fogler)
  - 1r als Sis dies de Buffalo (amb Ernie Pye)
- 1913
  - 1r als Sis dies de Berlín (amb Alfred Hill)